# Miantochora rufaria
Miantochora rufaria là một loài bướm đêm trong họ Geometridae.